# Carrie Smith

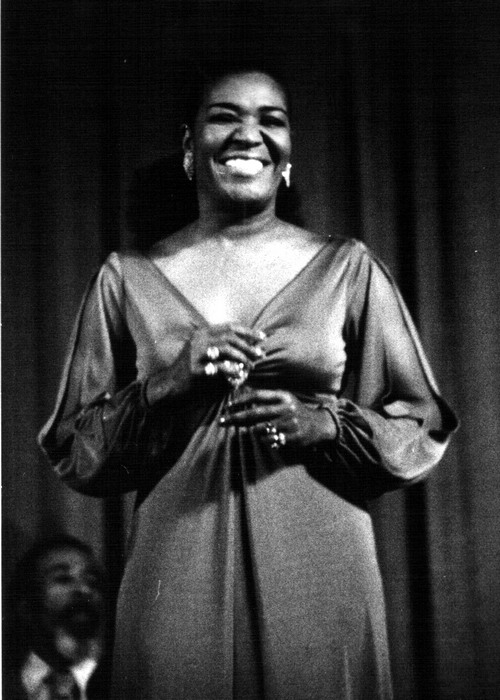
Carrie Smith in 1977

Carrie Louise Smith (Fort Gaines, 25 augustus 1925 – Newark, 20 mei 2012) was een Amerikaanse blues- en jazzzangeres.
Toen Smith bekend werd als zangeres, gaf ze aan de media een later geboortejaar door (1941) om jonger te lijken. Haar vader was predikant bij de baptisten en haar moeder zong in een koor, en Smith hield veel van de zang van Bessie Smith: Carrie Smith ging dan ook zingen in het kerkkoor. In 1957 trad ze op als lid van een gospelgroep op het Newport Jazz Festival. In 1961 kreeg ze goede kritieken na een optreden in de Town Hall van New York. Haar professionele loopbaan als zangeres begon ze bij de ragtime-pianist Big Tiny Little. Ze zong een tijd lang in de groep van trompettist Al Hirt, trad op met trombonist Tyree Glenn en werkte met pianist Hank Jones en saxofonist Buddy Tate. In 1974 vertolkte ze de rol van Bessie Smith in Dick Hymans Satchmo Remembered in Carnegie Hall, waardoor ze internationaal bekend werd. Hierna begon ze een solocarrière, ze maakte platen en trad op met onder meer Hymans New York Jazz Repertory Orchestra, Yank Lawson en de World's Greatest Jazz Band. Van 1989 tot 1991 trad ze op in de Broadway-musical Black and Blue, wat haar grootste succes was. In de jaren erna toerde ze met een eigen combo met pianist Bross Townsend. In Europa was ze populairder dan in haar geboorteland. In 2004 zette ze vanwege ziekte een punt achter haar loopbaan als zangeres.
Carrie Smith overleed aan de gevolgen van kanker.

## Discografie (selectie)
- Fine and Mellow (met Loonis McGlohon Trio), Audiophile Records, 1976
- Negro Spirituals and Gospel Songs, Black & Blue Records, 1982
- Confessin' the Blues, Black & Blue, 1977 (Evidence Music, 1993)
- June Night, Black & Blue, 1992
- Every Now and Then, Silver Shadow Records, 1993
- I've Got a Right to Sing the Blues (met Sir Roland Hanna), IPO Recordings, 2002